# Destino
Con il termine destino ci si riferisce a un insieme d'inevitabili eventi che accadono secondo una linea temporale soggetta alla necessità e che portano ad una conseguenza finale prestabilita.
«In questo senso il fato differisce sia dal destino che riguarda le sorti umane e al quale si concede di essere modificabile, sia dal concetto di determinismo (connessione necessaria ma immanente delle cause tale da poter essere decifrata razionalmente).» In altri autori il termine viene considerato sovrapponibile a quello di fato.
Il destino può essere dunque concepito come l'irresistibile potere o agente che determina il futuro, sia dell'intero cosmo, sia di ogni singolo individuo. Il concetto risale alla filosofia stoica che affermava l'esistenza di un ordine naturale prefissato nell'universo ad opera del Logos.

## Rappresentazioni mitiche di fato e destino
Il Fato è termine di origine latina (fatum, ovvero ciò che è detto) e originariamente indicava la decisione irrevocabile di un dio.
Dal plurale della parola latina fatum, ovvero fata, derivano le moderne fate, in origine considerate dee del destino. Nel sesto libro dell'Eneide, la Sibilla rivolgendosi a Palinuro attribuisce i fata agli dèi, forse perché esecutori dei loro dettami. Dai romani fu identificato con le Parche, dalle quali dipendeva il destino degli uomini.
Nell'antica Grecia il Fato era un'entità soprannaturale, una forza cieca e misteriosa per un verso naturale alla quale niente può resistere e per altro verso divina poiché agisce liberamente ma che interveniva a modificare il corso della vita degli uomini senza alcuna precisa ragione. Il Fato era invincibile e persino gli dei vi dovevano sottostare, come proclamò la Sibilla nell'Oracolo di Delfi. Persino Giove non era che un mero esecutore in quanto determinato dalla Necessità. 
Il Fato venne personificato dalle tre Moire, e in seguito fu usato per designare il Destino, figlio del Caos e della Notte.
Al tempo delle monarchie ellenistiche, dopo la morte di Alessandro Magno, si diffonde un'altra figura legata al destino: Tyche la divinità che garantiva la floridezza di una città e il suo destino. La dea veniva rappresentata con sul capo una corona di mura cittadine, immagine delle fortune di una città, che cercava di preservare la propria esistenza nella violenza caotica del periodo dei diadochi.
Nella mitologia norrena le Moire avevano la loro controparte nelle tre Norne. Il destino finale di tutti gli esseri viventi è il Ragnarǫk, la battaglia che persino Odino dovrà affrontare alla fine del mondo.

## Fato e destino
Nel linguaggio moderno il termine fato è stato sostituito da quello di destino che nell'antichità però differiva nel suo significato da quello di fato. Questi infatti, indica l'essere sottoposti a una necessità che non si conosce, che appare casuale e che pure invece guida il susseguirsi degli eventi secondo un ordine non modificabile.
Il destino invece può essere cambiato poiché esso è inerente alle caratteristiche umane: l'uomo «faber est suae quisque fortunae» (Ciascuno è artefice della propria sorte) L'unico artefice del proprio destino è dunque l'uomo stesso: concezione questa ricorrente nella mentalità romana che si contrappone all'idea del fato (dominante nel mondo classico) e che considera il romano responsabile protagonista delle sue azioni e della lotta contro il bisogno e la miseria.
Il concetto di fato inoltre va distinto da quello di determinismo secondo il quale la catena inesorabile e immodificabile degli eventi è immanente alle cose umane e quindi indagabile e conoscibile attraverso un'analisi razionale.
Il destino può essere visto come preordinato dal Divino (ad esempio, il concetto protestante di predestinazione) o derivato dalla volontà umana.

## Divinazione del destino
Nella maggioranza delle culture il proprio destino può essere conosciuto solo per tramite di uno sciamano, un profeta, una sibilla o un veggente. Nella Dinastia Shang, in Cina, venivano lanciati steli di millefoglie o intagliate ossa di tartaruga, molti secoli prima che I Ching fossero codificati. In Tracia si scagliavano frecce per leggere il destino.

## Concezioni filosofiche moderne del destino
Martin Heidegger è stato il pensatore che in epoca moderna meglio ha tematizzato il concetto di destino. È nel suo saggio Essere e tempo, pubblicato nel 1927, che il termine riceve una prima formulazione definita, ma anche nella sua riflessione posteriore il concetto riceve delle elaborazioni molto importanti, in una prospettiva che va però oltre l'esistenzialismo, e che, passando per il suo nuovo concetto di ontologia si carica anche di suggestioni mistiche estremamente importanti e suggestive.
James Hillman, riprendendo la concezione eraclitea del destino fa corrispondere l'idea di destino al nostro modo d'essere. Destino quindi determinato psicologicamente dalle scelte che noi facciamo dettate dal nostro stesso carattere o da quelle che altri fanno e che si ripercuotono su di noi condizionando il nostro futuro.
Osho Rajneesh sostiene invece che «Accettare l'esistenza del fato comporta un suicidio, in quanto toglie ogni responsabilità all'essere.»

## Altri termini
Il termine equivalente a destiny (destino) nell'inglese antico era doom, come nel Domesday Book, il censimento dell'Inghilterra condotto dai Normanni nel 1086 d.C. Doom ha in seguito assunto i connotati sinistri del cataclisma universale della fine dei tempi ("Sorte avversa", "Giudizio universale").

## Il destino nella letteratura e nel teatro
Il destino è una fonte di ironia in letteratura; i personaggi possono agire senza realizzare il proprio destino, del quale però gli spettatori o i lettori sono già al corrente. Questa forma di ironia è importante nella tragedia greca, come lo è nel teatro di Schiller, nella Forza del destino di Verdi, o in Thornton Wilder The Bridge of San Luis Rey. Il tema comune in queste opere è un protagonista che non riesce, per quanto ardentemente si sforzi, a sfuggire ad un destino già fissato.

## Nell'Islam e nel mondo anglosassone
La parola "Kismet" (raro, "Kismat") deriva dal termine arabo "qismah" ed è entrata nell'uso inglese tramite la parola turca "qismet" che significa sia "la volontà di Allah" sia "parte assegnata dal fato". In inglese, il termine è sinonimo di "Fate" o "Destiny".
"Kismet" viene spesso usata insieme ad "happenstance" ("coincidenza") per stabilire una dicotomia tra ciò che è stabilito dal fato e ciò che avviene per puro caso, in circostanze fortuite. Per esempio, "Dopo che Bob si era rotto il braccio in un incidente e aveva incontrato la bella infermiera che sarebbe diventata sua moglie, non sapeva se ringraziare il fato ("Kismet") o il caso ("Happenstance").  Tutto quello che sapeva era che dopo molti anni bui il suo mondo era nuovamente diventato un posto pieno di luce."